# مهاجمان سرحد(بلوچستان شمالی)
مهاجمان سرحد (بلوچستان شمالی) یا مدافعان سرحد (بلوچستان شمالی) کتابی انتشار یافته به نویسندگی ژنرال رجینالد ادوارد هری دایر (۱۹۲۷–۱۸۶۴)، سال ۱۹۲۱ در لندن است که نویسنده جریانات حمله نیروهای انگلیسی به بلوچستان ایران با بهانه همکاری سرداران بلوچ با قوای آلمانی و حماسه دفاع سرداران بلوچ منطقه سرحد را در برابر نیروهای انگلیسی سال ۱۹۱۶ به قلم می‌کشد.
مهم‌ترین سرداران بلوچ که با انگلیسی‌ها جنگیدند «سردار جمعه خان اسماعیل زهی»، «سردار خلیل خان گمشادزهی» و «سردار جیند خان یاراحمد زهی» بودند. جنگ‌های این سرداران بلوچ با قوای انگلیس منجر به کشته شدن بسیاری از نیروهای انگلیسی گردید. در نبردی که بین نیروهای جمعه خان با انگلیس در شمال زاهدان کنونی روی داد بیش از ۷۰ انگلیسی کشته شدند. و در نبرد دره نالک خاش در نزدیکی روستای سنگان نیز بیش از ۳۳۰ انگلیسی کشته شدند.

## نامشناسی عنوان
منطقه سرحد بلوچستان شامل شهرستان‌های زاهدان، خاش، تفتان، میرجاوه و سراوان است که در زمان رویداد حماسه مهاجمان سرحد این شهرستان‌ها تحت عنوان «منطقه سرحد بلوچستان» شناخته می‌شدند. مؤلف کتاب پس از برگشت به لندن ماجرای جدال خود و بلوچ‌ها را با نام اصلی همین منطقه «مهاجمان سرحد» در سال ۱۹۲۱ در لندن انتشار داد. پژوهش‌های دیگری درصدد تغییر نام کتاب مهاجمان سرحد به نام درست و صحیح آن مدافعان سرحد نام نهند به جهت اینکه سرداران بلوچ که حاضر نبودند به نحو دیگری زیر سلطه انگلیس قرار گیرند و در جنگ‌های متعددی با انگلیسی‌ها درگیر شدند.

## تاریخچه رویداد

### پیش زمینه
هنگامی که کمپانی هند شرقی بر هند و پاکستان امروزی مستولی شد و منطقه کلات و بلوچستان شرقی به تصرف انگلیسی‌ها درآمد عده ای از سران بلوچ برای اهداف شوم و استعماری انگلیس مانع تراشی می‌کردند.

آنها با حمله به کاروان انگلیسی‌ها و چپاول آنها مانع حضور انگلیس در سرحد بلوچستان شده بودند. در این زمان انگلیس به فکر کشیدن خط آهن به بلوچستان ایران بود. مهم‌ترین سرداران بلوچ که با انگلیسی‌ها جنگیدند «سردار جمعه خان اسماعیل زهی» در شمال دزآپ(زاهدان امروزی)، «سردار خلیل خان گمشادزهی» در گـُشت و سردار «جیند خان یاراحمد زهی» در خاش بودند. جنگ‌های این سرداران بلوچ با قوای انگلیس منجر به کشته شدن بسیاری از نیروهای انگلیسی گردید. در نبردی که بین نیروهای جمعه خان با انگلیس در شمال زاهدان کنونی روی داد بیش از ۷۰ انگلیسی کشته شدند. و در نبرد دره نالک در نزدیکی روستای سنگان نیز بیش از ۳۳۰ انگلیسی به قتل رسیدند.
این نبرد پس از آن روی داد که «سردار جیند خان یاراحمدزهی» به دست نیروهای انگلیسی اسیر گردید.
دایر که با فریب دادن بلوچ‌ها توسط عیدو خان ریگی آنها را به اسارت گرفته بود قصد داشت تا با انتقال این اسرا به هند فتنه بلوچستان را خاموش کند. اما سرنوشت چیز دیگری را رقم زد. اسرا از منطقه کوهستانی تفتان منتقل می‌شدند که این برای بلوچ‌های منطقه فرصت مناسبی بود.

### حمله بلوچ‌ها انگلیسی‌ها
سردار این منطقه «بهروزخان» نام داشت وی قاصدی روانه کرد و به سران طوایف گمشادزهی و یاراحمدزهی اعلام نمود که ارتش دایر قصد عبور از منطقه را دارد. بدین ترتیب تفنگچی‌های این دو قوم گردنه دره نالک را مسدود نموده و منتظر انگلیسی‌ها شدند. در نبرد سختی که روی داد بلوچها دو کشته دادند ولی توانستند با استفاده از موقعیت کوهستانی منطقه نیروهای دایر را سرکوب کنند و این افسر انگلیس را برای همیشه از بلوچستان بیرون برانند. در مجموع نبردهای بسیاری بین انگلیس و بلوچ‌ها رخ داده است که حافظه مردم محل خاطراتی چند از آن را به یاد دارد. یکی از آنها خاطره شهادت پهلوان سردار ایل گمشادزهی «سردار خلیل خان گمشادزهی» می‌باشد.
این سردار بلوچ هنگامی که برای جنگ عازم می‌گردید غسل کرده و دستور داد تا گاوی قربانی کنند و دعا کرد که خداوند شهادت را نصیب وی کند. از قضا دعای وی نیز پذیرفته شد و در یکی از نبردها به شهادت رسید و در محلی به نام گزک به همراه دیگر شهدای بلوچ به خاک سپرده شد. («سردار خلیل خان گمشادزهی» به همراه هیبت و عده ای دیگر از اهالی حسین بـُـرّ گـُشت، در جنب قریه گشت باسپاهیان انگلیس مواجه می‌شوند که پس از اتمام مهماتشان، به بالاِ ی کوه رفته و با غلتاندن سنگ‌ها به نبرد ادامه می‌دهند که بر بالای همین کوه که در سمت شمالی گشت موقعیت دارد، به شهادت می‌رسند و آرامگاهشان تا هنوز بر بالای همین کوه واقع بوده و این کوه امروزه به کوه شهیدان معروف است) دیگری خبر رسانی توسط پیک بهروزخان که لالخان شهلی بر نام داشت.
می‌گویند وی سریع‌ترین مرد بلوچ بوده است به‌طوری که این خبر را در کمترین زمان و با پای پیاده به اردوی یاراحمدزهی‌ها رسانده است.

## کتاب شناسی

### ترجمه به فارسی
اولین ترجمه فارسی کتاب با عنوان مهاجمان سرحد توسط حمید احمدی سال ۱۳۷۸ انتشارات نشر نی و ترجمه دوم کتاب با عنوان مهاجمان سرحد (بلوچستان شمالی) توسط دکتر عبدالحسین یادگاری سال ۱۳۹۱ انتشارات جوان پویا انتشار یافته است.